# Tag der Freiheit: Unsere Wehrmacht
Tag der Freiheit: Unsere Wehrmacht (Dzień wolności – nasze wojsko) – niemiecki film propagandowy nakręcony przez Leni Riefenstahl. Powstał w 1935 r. w czasie siódmego zjazdu partii nazistowskiej w Norymberdze, ale skupia się przede wszystkim na niemieckiej armii.
Uważano, że zaginął pod koniec II wojny światowej, ale niekompletną kopię filmu odnaleziono w latach 70.

## Streszczenie
Zachowany materiał filmowy pokazuje zainscenizowaną z rozmachem bitwę, którą armia niemiecka przygotowała z okazji siódmego zjazdu NSDAP. Film zaczyna się wczesnym rankiem w miasteczku namiotowym, gdzie żołnierze przygotowują się do uroczystości. Następnie śpiewając pieśni maszerują na miejsce zainscenizowanej bitwy, w której udział bierze piechota, kawaleria, samoloty i artyleria przeciwlotnicza. Po raz pierwszy publicznie pojawia się też nowy czołg. Całe to widowisko ogląda Hitler, wysocy rangą dygnitarze nazistowscy i tysiące widzów.
Filmu kończy się przelotem samolotów ustawionych w kształt swastyki i powiewającą nazistowską flagą.

## Powstanie filmu
Riefenstahl kręcąc Triumf woli skupiła się na Hitlerze, spychając jednocześnie na dalszy plan pozostałe rzeczy. Kiedy kilku niezadowolonych generałów Wehrmachtu zaprotestowało przeciwko niewielkiej roli armii w filmie, Hitler zaproponował swój własny „artystyczny” kompromis. Zasugerował, by na początku filmu dodać ujęcia wszystkich pominiętych generałów (co miało złagodzić ich ego). Riefenstahl jednak odrzuciła jego sugestię i postanowiła, że sama będzie czuwać nad stroną artystyczną filmu. Ponieważ w Triumfie woli obecność armii jest rzeczywiście niewielka (choć odgrywała ważną rolę w państwie i była dumą Niemiec), Riefenstahl zgodziła się podczas kolejnego zjazdu zrobić film wyłącznie o Wehrmachcie.